# Super Monkey Ball Deluxe
Super Monkey Ball Deluxe est un jeu vidéo de genre party game développé et édité par Sega, sorti en Europe en 2005 sur PlayStation 2 et Xbox. C'est le quatrième jeu de la série Super Monkey Ball, et aussi le premier à être sorti sur PlayStation 2 et Xbox. Le jeu contient l'intégralité des 118 niveaux de Super Monkey Ball et des 140 niveaux de Super Monkey Ball 2, auxquels s'ajoutent 42 niveaux inédits, pour un total de 300 niveaux. Le jeu se distingue aussi par son grand nombre de mini-jeux, parmi lesquels beaucoup ont été créés spécialement pour cette édition Deluxe.
Le jeu a reçu des critiques globalement positives, réussissant à atteindre de très bons scores sur les agrégateurs GameRankings et Metacritic. Les testeurs ont apprécié le système de jeu et les mini-jeux au principe simple mais néanmoins ardus, mais ont regretté l'aspect daté des graphismes et du son, et la trop grande similarité avec les deux premiers jeux de la série.

## Postérité
Super Monkey Ball Deluxe bénéficie d'un remake nommé Super Monkey Ball: Banana Mania. Ce dernier sort en 2021 sur Nintendo Switch, PlayStation 4, PlayStation 5, Windows, Xbox One et Xbox Series.